# Aleiodes notozophus
Aleiodes notozophus är en stekelart som beskrevs av Marsh och Shaw 1997. Aleiodes notozophus ingår i släktet Aleiodes och familjen bracksteklar. Inga underarter finns listade i Catalogue of Life.